# Mylabris chudeaui
Mylabris chudeaui là một loài bọ cánh cứng trong họ Meloidae. Loài này được Bedel miêu tả khoa học năm 1921.